# Казино де Пари
Казино де Пари (фр. Casino de Paris) — знаменитый мюзик-холл в Париже, история которого восходит к 1730 году. Современное здание было возведено в 1891 по проекту архитектора Ниерманса (фр.). В 2008 году произведена масштабная реконструкция. Казино де Пари известно как место для музыкальных концертов и театральных постановок (премьера мюзикла «Маленький принц» в 2002 году). В 1946 году танцовщица Казино Мишелин Бернардини впервые публично продемонстрировала в парижском бассейне бикини. Интерьеры зала выполнены в стиле рококо с преобладанием красного цвета.

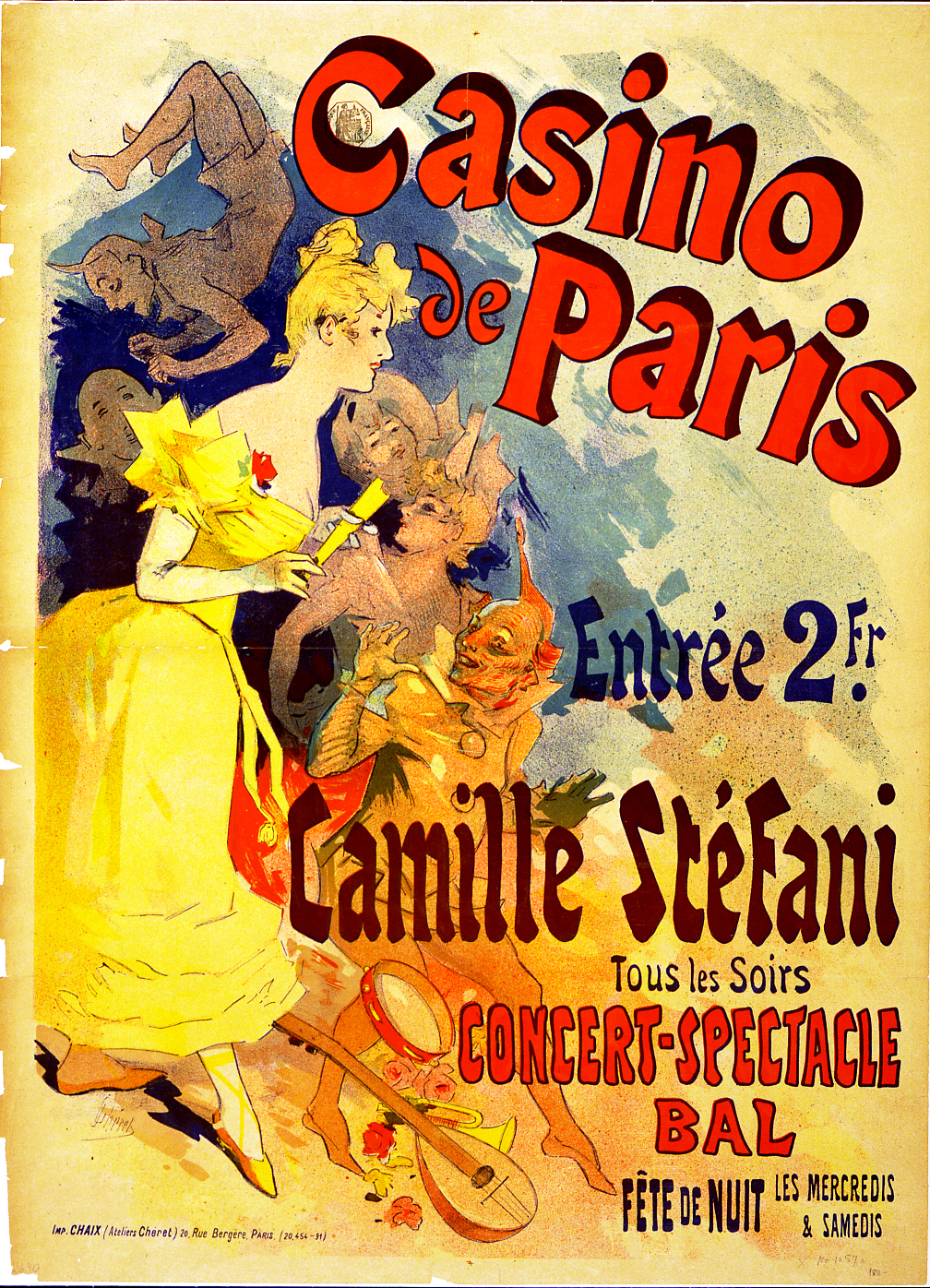
Рекламный плакат
Жюль Шере, 1891

Да и в «Casino de Paris» я поехал довольно неохотно. Меня туда затащил один парижский приятель после обеда, на котором мы порядочно выпили. Первое впечатление было даже неприятное; вы помните этот грязный, закуренный зал и его более чем смешанную публику. Первые нумера на сцене были тоже очень слабые
— А. Н. Маслов